# Cerkiew Opieki Bogurodzicy w Łabowej
Cerkiew Opieki Bogurodzicy w Łabowej – dawna cerkiew greckokatolicka znajdująca się w Łabowej, zbudowana w 1784.
Cerkiew wpisano na listę zabytków w 1964.

## Historia
Cerkiew z fundacji Lubomirskich wybudowano z kamienia w 1784. Po wysiedleniach ludności łemkowskiej  w 1945 i 1947 stała nieużytkowana i niszczała. Remontowana w 1992 i od tego roku pełni funkcję rzymskokatolickiego kościoła filialnego parafii w Łabowej.

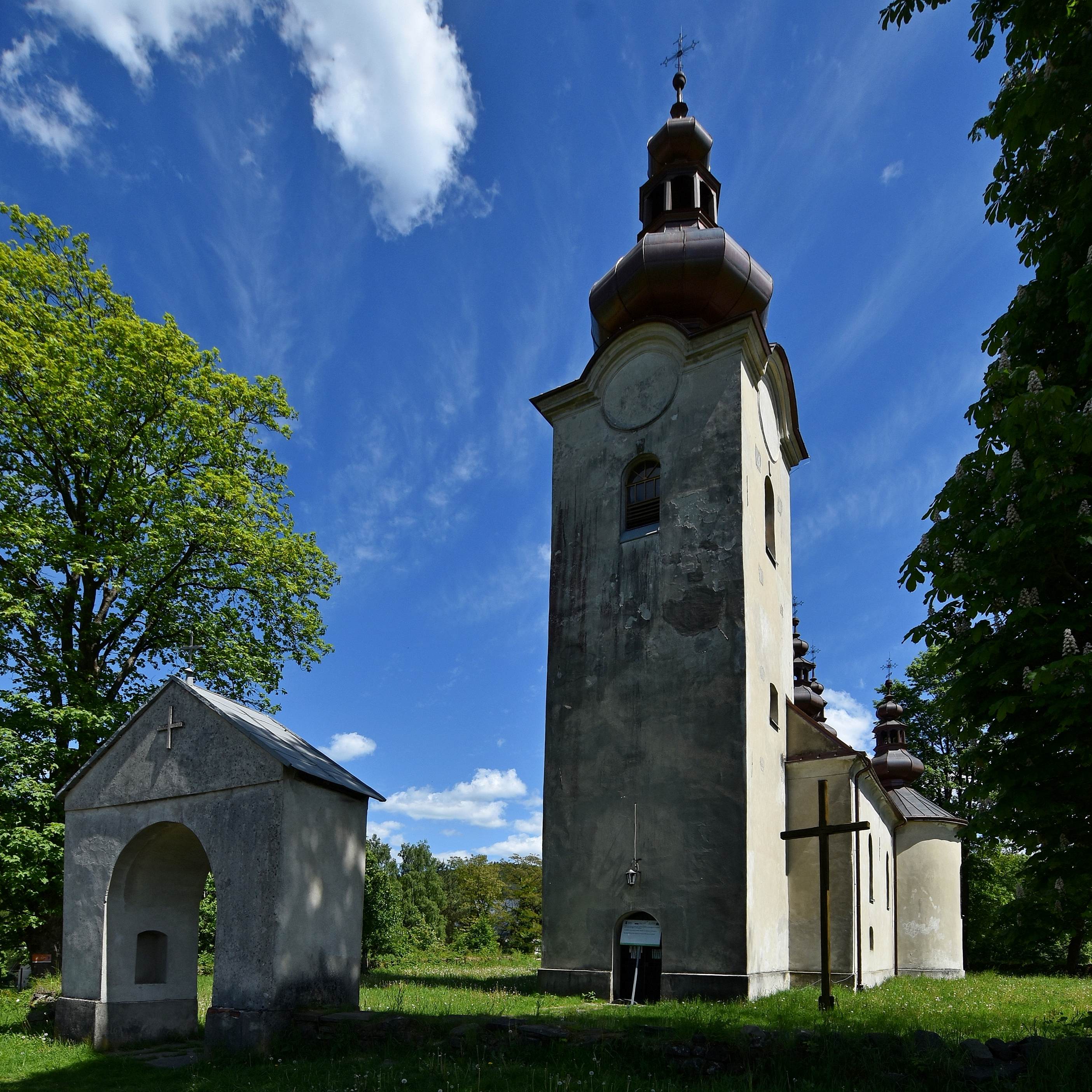
Elewacja Frontowa
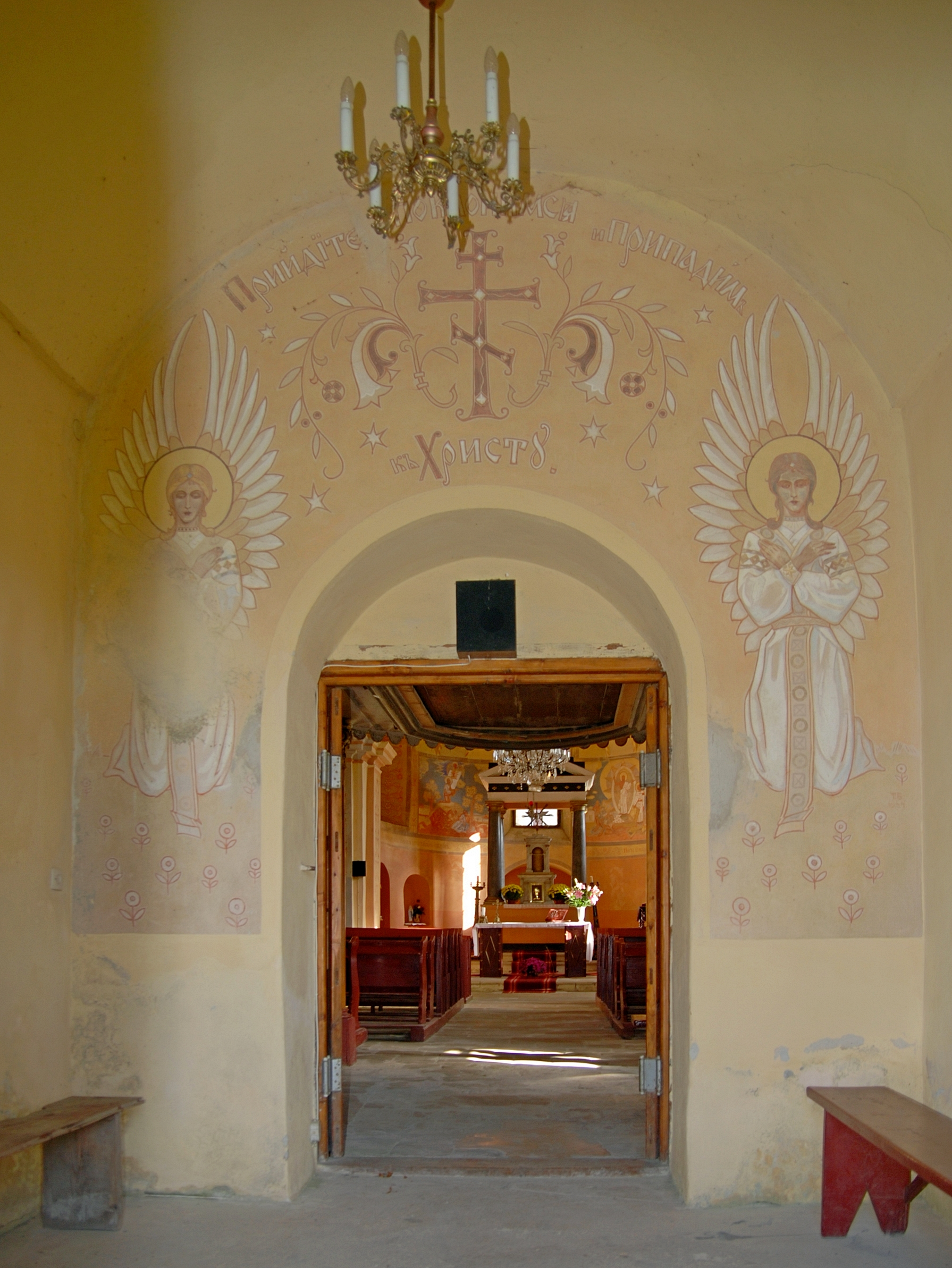
Fragment wnętrza
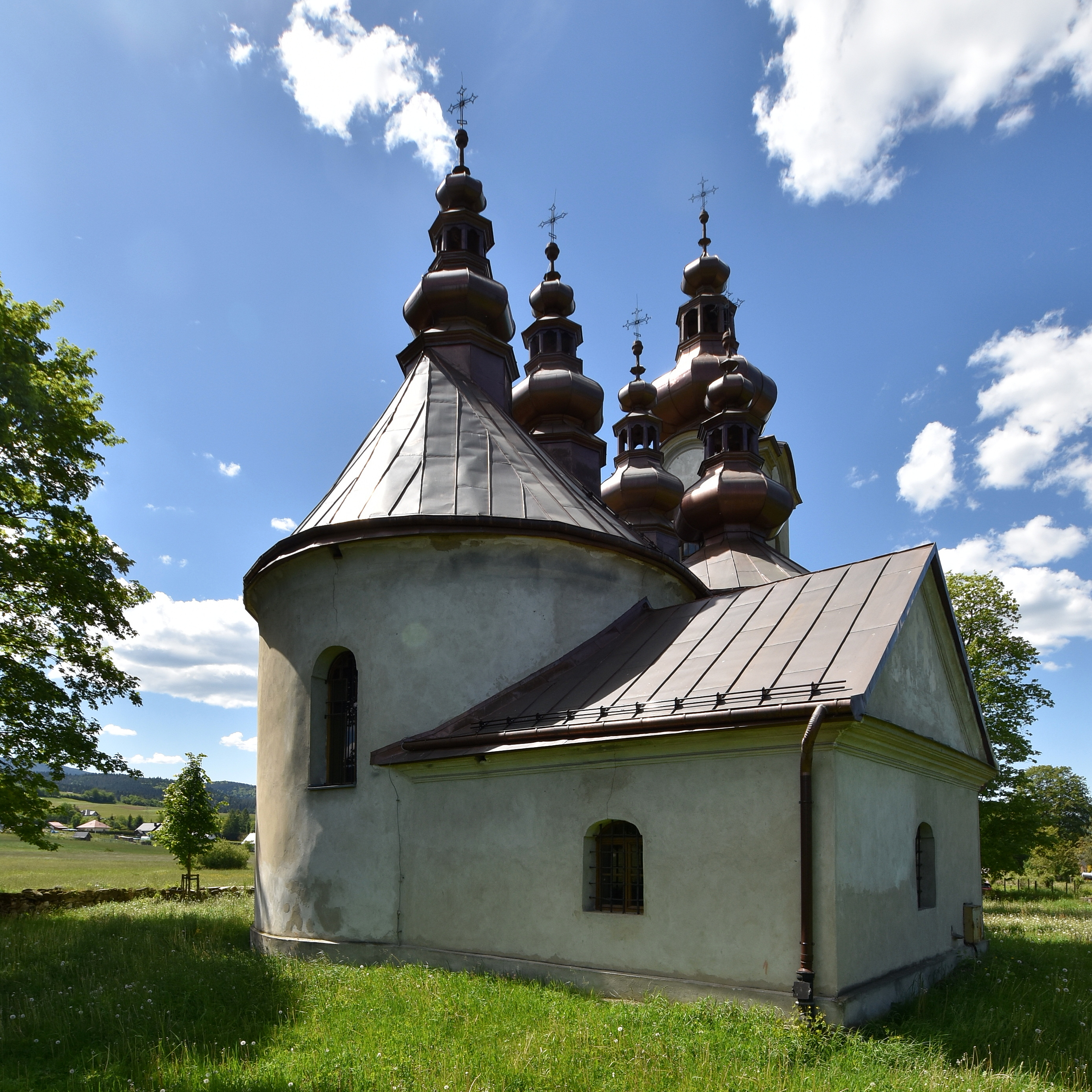
Widok od strony prezbiterium

## Architektura i wyposażenie
Budowla reprezentuje typ cerkwi murowanej z masywną wieżą w elewacji zachodniej. Charakteryzuje się dużą różnorodnością architektoniczną jeśli chodzi choćby o: proporcje i rozmiary, barokowe wieżyczki w formie hełmów na dachu świątyni, czy wywinięty półkoliście gzyms wieży na tarczę zegara. Stała się wzorcem przyjętych rozwiązań w późniejszych cerkwiach drewnianych. Do krótkiego prezbiterium zamkniętego półkoliście dobudowana od północy zakrystia. Duża nawa posiada parę półkoliście zamkniętych kaplic o charakterze transeptu. Wieża zakończona baniastym hełmem z latarnią, siodłowy dach i wieżyczki pokryte są blachą.
Wewnątrz znajduje się polichromia figuralna i ornamentalna w tradycji malarstwa ruskiego autorstwa W. Kryczewskiego wykonana w 1944. Z połowy XIX wieku pochodzi klasycystyczny murowany ołtarz główny, ikonostas i chór muzyczny o tralkowej balustradzie.
Cerkiew otacza kamienny mur z bramką z XIX wieku.